# انتخابات ریاست‌جمهوری لهستان (۲۰۲۵)
انتخابات ریاست جمهوری لهستان (۲۰۲۵) که در دو دور برگزار شد، دور اول در تاریخ ۱۸ مه ۲۰۲۵ برگزار شد اما به دلیل آنکه هیچ نامزدی بیش از ۵۰٪ آرا را کسب نکرد دور دوم برگزار شد، دور دوم بین کارول ناوروتسکی و رافائل ترزاکوفسکی در ۱ ژوئن ۲۰۲۵ برگزار شد.آندژی دودا، به دلیل محدودیت دوره ریاست‌جمهوری، واجد شرایط انتخاب مجدد نبود. برنده انتخابات کارول ناوروتسکی است و به عنوان رئیس‌جمهور منتخب لهستان انتخاب شد.

## نظام انتخاباتی
رئیس‌جمهور لهستان با استفاده از سیستم دو مرحله‌ای برای یک دوره پنج ساله انتخاب می‌شود؛ اگر هیچ نامزدی در مرحله اول اکثریت آرا را کسب نکند، در مرحله دوم انتخابات بین دو نامزد برتر برگزار می‌شود. روسای جمهور برای یک دوره پنج ساله خدمت می‌کنند و می‌توانند یک بار دیگر انتخاب شوند. دوره دوم ریاست جمهوری آندژی دودا در ۶ اوت ۲۰۲۵ به پایان می‌رسد و رئیس‌جمهور منتخب در آن روز، در مقابل مجلس ملی (جلسه مشترک سیم و سنا) سوگند یاد خواهد کرد.

## تاریخچه

### کابینه توسک
در دسامبر ۲۰۲۳ در نتیجه انتخابات پارلمانی لهستان ۲۰۲۳، کابینه دونالد توسک، متشکل از ائتلاف مدنی، لهستان ۲۰۵۰، حزب مردم لهستان و چپ نو، اداره کشور را در دست گرفت. ائتلاف توسک آرای کافی برای دور زدن وتوی ریاست جمهوری را نداشت، وی برای کسب آرای کافی نیاز به ۲۷۶ رأی داشت.